# Torre de Balduino

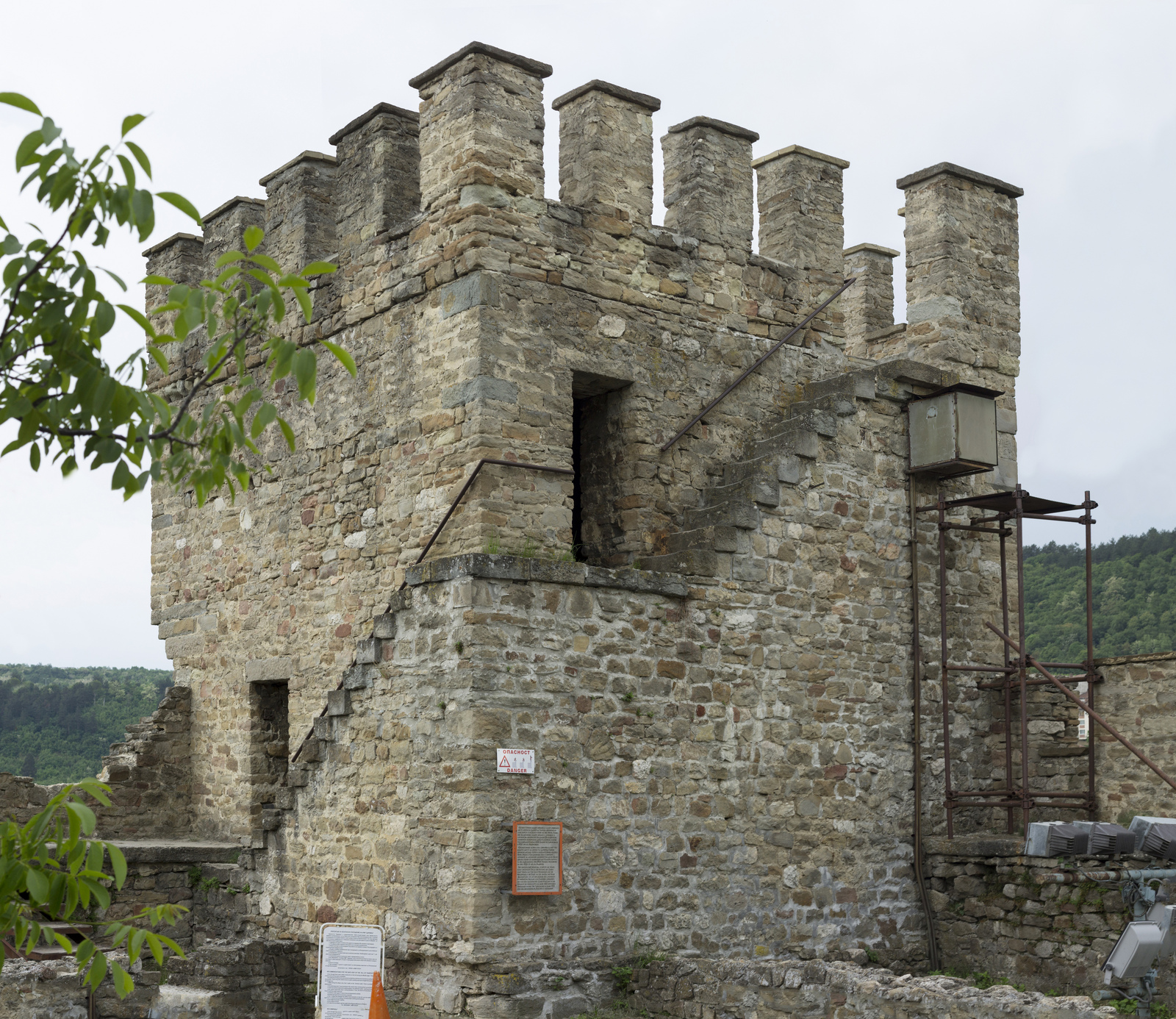
Vista de la torre.

Situación de la torre en la ciudad medieval.

La torre de Balduino (en búlgaro: Балдуинова кула; Balduinova kula) es una torre defensiva de la fortaleza Tsarevets, en Veliko Tarnovo (Bulgaria). Está situada junto a la puerta Frenhisar, la entrada sur del recinto. Su nombre proviene de Balduino I de Constantinopla, pues la tradición sitúa en ella su muerte, de la cual fue arrojado al río Yantra.
La torre actual es una reconstrucción realizada por el arquitecto Aleksandar Reshenov en 1930 y basada en una torre medieval de la Fortaleza de Cherven.